# Americardia biangulata
Americardia biangulata är en musselart som först beskrevs av William John Broderip och G. B. Sowerby år 1829.  Americardia biangulata ingår i släktet Americardia och familjen hjärtmusslor. Inga underarter finns listade i Catalogue of Life.